# Kentarō Kimura
Kentarō Kimura (木村 賢太郎, Kimura Kentarō) est un artiste sculpteur japonais du XXe siècle, né en 1928 à Tokyo.

## Biographie
Kentarō Kimura est un sculpteur à tendance abstraite. Après des études au département de sculpture sur métaux de l'université des arts de Tokyo, il reçoit un prix en 1955, à l'exposition Nouveau Visage au musée d'art moderne de Kamakura. En 1957, il figure à la Biennale de São Paulo, et en 1965, il est titulaire du grand prix à la huitième Biennale de Tokyo. À partir de 1967, il figure aussi à la JAFA (Japan Art Festival Association).
Fasciné dans sa jeunesse par les gadgets et les machines, le travail du métal lui apparaît vite comme une solution trop facile à son goût, aussi se tourne-t-il vers la pierre qu'il sent mieux vivre. Pour éviter le conditionnement d'un objet préétabli, il part de la pierre brute, bloc de carrière généralement, sorte de néant d'où émerge la forme. Ses seules règles sont des concepts de morphologie, de stabilité et de couleurs et, de ses œuvres polies, toute trace de ciseau disparaît. C'est un grand admirateur de Brâncusi dont il apprécie l'économie de moyens.